# Latrodectus curacaviensis
Latrodectus curacaviensis là một loài nhện trong họ Theridiidae.
Loài này thuộc chi Latrodectus. Latrodectus curacaviensis được miêu tả năm 1776 bởi Müller.

## Hình ảnh